# Santa María Ixtulco
La localidad de Santa María Ixtulco está situado en el Municipio de Tlaxcala (en el Estado de Tlaxcala). Hay 4565 habitantes. Santa María Ixtulco está a 2280 metros de altitud. Y es conocida regionalmente como el lugar de nacimiento del ex gobernador porfirista de origen indígena, Próspero Cahuantzi Flores, que gobernó casi la misma cantidad de tiempo que Porfirio Díaz.
Predomina el clima templado subhúmedo, su temperatura media anual fluctúa de 2.8 °C a 23.7 °C, su temperatura máxima de 24.3 °C, y su mínima promedio anual es de 7.2 °C. Su código postal es 90105 y su clave lada es 246.

## Festividades

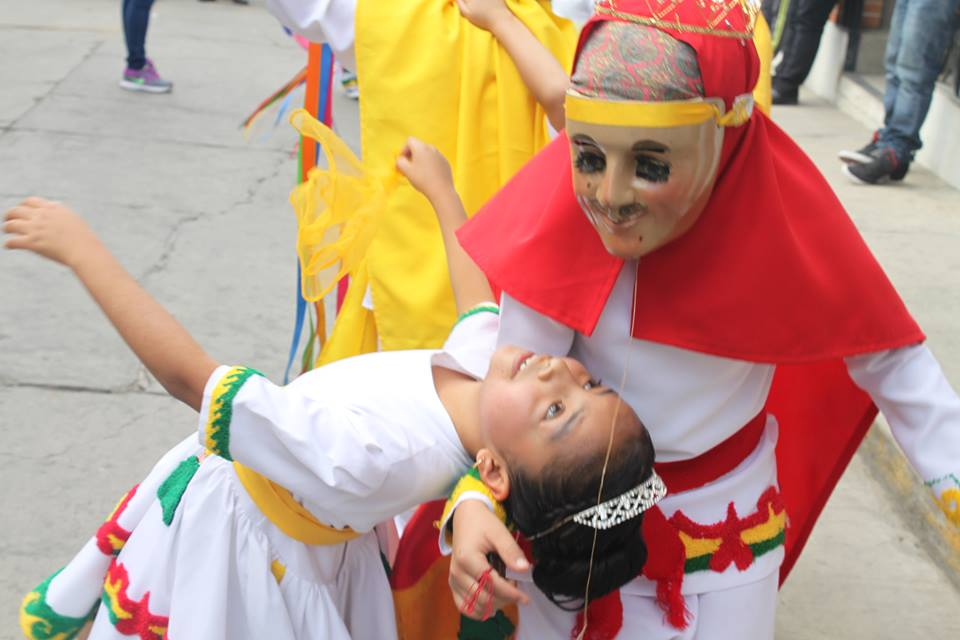
Carnaval

- La fiesta de la candelaria (la fiesta del pueblo)

Esta es la festividad más grande de la comunidad, donde se venera a la Virgen de La Candelaria, se celebra el día 2 de febrero y dura ocho días en los cuales hay diferentes eventos, tanto religiosos como culturales, acompañada de juegos mecánicos. 
Otro punto muy importantes en esta feria es el moles de guajolote, el cual es elaborado por diferentes familias de la comunidad, el cual lo comparten con familiares, amigos y conocidos. Este es elaborado dependiendo de que día de la semana sea 2 de febrero, si este cae entre lunes y martes, el mole de guajolote se realiza un domingo anterior y si cae entre miércoles y sábado se realiza el domingo.
- La Feria del Tamal acompañado de mole prieto.

Se festeja el tercer sábado del mes de enero, con la finalidad de recaudar fondos para la fiesta de la candelaria.
Esta fiesta comienza desde el día viernes donde muchos ciudadanos de la comunidad acuden a los tres diferentes barrios llamados Barrio de Chimalpa, Barrio Dulce Nombre, Barrio Santa María, para ayudar a los mayordomos con la elaboración de los tamales que se regalan por la noche del día sábado en el baile popular que cada barrio aporta, donde traen diferentes agrupaciones reconocidas.
Al día siguiente se elabora el famoso mole prieto, donde dependiendo del barrio al que pertenecen los ciudadanos van a dejar su cooperación y degustan de este mole, aparte de que les dan una bolsa de tamales.
- Carnaval

Comienza el domingo anterior al miércoles de ceniza, en el cual por dos domingos dos de sus camadas realizan el baile de carnaval por las diferentes calles de la comunidad, el tercer y cuarto domingo realizan su baile de carnaval la camada infantil y las camadas de disfraces. Cada una de ellas termina sus participaciones con un Remate de Carnaval donde participan camadas invitadas de otras comunidades o municipios y para cerrar la camada anfitriona.
Las camadas de la comunidad son la Camada Ixtulco Infantil, Camada Juvenil de Ixtulco, Camada Santa María, Primera Camada de Disfraces y la Camada Mujeres Embriagadas.

## Enlaces
Santa María Ixtulco en commons